# Дукха
Дукха (пали; санскрит: duḥkha IAST; фонетичен тибетски: dukngal) е будистки термин, често превеждан като „страдание“ и обхваща всички негови аспекти: болка, стрес, безпокойство и неудовлетвореност. Истината за страданието или дукха се определя като първата от Четирите благородни истини.
В будистката традиция дукха обикновено е обяснявана според три различни модела или категории. Първата категория, това е дукха, която включва видимо физическо страдание или болка, асоциираща се с болести, старост, раждане и др. Тези външни дискомфорти са определяни като страдание от страданието или дукха на обикновеното страдание (санскр. dukkha-dukkha). Във втората категория дукха просто включва безпокойство и стрес от опита за задържане на нещата, които непрестанно се променят; тези вътрешни страдания са наричани страдание от промяната или дукха, предизвикана от промяната (санскр. vipariṇāma-dukkha). Третата категория е страдание от обусловеността или дукха на състоянията (санскр. saṃkhāra-dukkha), която е свързана със скандхите, тъй като прилепването към петте скандхи предизвиква страдание и само прекратяването на това прилепване води до освобождение от самсара.

## Алтернативни преводи
Преводи, използвани за dukkha в контекста на четирите благородни истини са:
- Основна незадоволеност проникваща в цялото съществуване (от Бхикшу Бодхи)
- Мъка
- Тревога (Чогям Трунгпа, The Truth of Suffering, pp. 8 – 10)
- Измъченост (Брейзър)
- Недоволство (Пема Чодръон, Чьогям Трунпа)
- Неудобство
- Недоволство
- Потиснатост (Далай Лама, Four Noble Truths, p. 38)
- Нищета
- Скръб
- Стрес (Thanissaro Bhikkhu, Джон Кабат-Зин)
- Страдание (Thich Nhat Hanh, Ajahn Succito, Чогям Трунгпа, Рупърт Гетин, Далай Лама и др.)
- Несигурност (Чогям Трунгпа)
- Безпокойство (Рупърт Гетин)
- Нещастие
- Незадоволеност (Рупърт Гетин, Далай Лама, Four Noble Truths, p. 38; Piyadassi Thera, The Ancient Path)